# Mesterholdenes Europa Cup i håndbold 1983-84 (mænd)
Mesterholdenes Europa Cup i håndbold 1983–84 for mænd var den 24. udgave af Mesterholdenes Europa Cup i håndbold for mænd. Turneringen havde deltagelse af 24 klubhold, som sæsonen forinden var blevet nationale mestre, samt de vesttyske sølvvindere, eftersom det vesttyske mesterhold, VfL Gummersbach, automatisk var kvalificeret til turneringen som forsvarende mestre. Turneringen blev afviklet som en cupturnering, hvor opgørene blev afgjort over to kampe (ude og hjemme).
Turneringen blev vundet af Dukla Praha fra Tjekkoslovakiet, som i finalen over to kampe besejrede RK Metaloplastika fra Jugoslavien. Det samlede resultat af de to finaler blev 38-38 efter at begge kampe var blevet vundet af det respektive hjemmehold med 21-17. Dukla Praha vandt den efterfølgende straffekastkonkurrence med 4-2. Det var anden gang at HC Dukla Praha vandt Mesterholdenes Europa Cup – første gang var i sæsonen 1962-63.
Danmarks repræsentant i turneringen var BK Aarhus, som blev slået ud i 1. runde af BK-46 fra Finland, som vandt med 57-54 over to kampe.

## Resultater

### 1/16-finaler
| Dato   | Dato   | Hjemmehold i 1. kamp       | Udehold i 1. kamp | Resultat | Resultat | Resultat |
| 1.kamp | 2.kamp | Hjemmehold i 1. kamp       | Udehold i 1. kamp | Samlet   | 1.kamp   | 2.kamp   |
| ------ | ------ | -------------------------- | ----------------- | -------- | -------- | -------- |
| 30.9.  | 2.10.  | THW Kiel                   | EK82 HC           | 87–14    | 43-80    | 44-60    |
| ?      | ?      | BK Aarhus                  | BK-46             | 54–57    | 29-31    | 25-26    |
| ?      | ?      | SL Benfica                 | ATSE Graz         | 45–54    | 20-29    | 25-25    |
| -      | -      | İstanbul Bankası Yenişehir | CSKA Sofia        | w.o.     | -        | -        |
| ?      | 2.10.  | Kolbotn IL                 | Víkingur          | 39–39    | 20-18    | 19-21    |
| ?      | ?      | US d'Ivry                  | Sporting Neerpelt | 35–40    | 19-23    | 16-17    |
| ?      | ?      | AS Ionikos                 | Hapoel Rechovot   | 38–43    | 21-22    | 17-21    |
| ?      | ?      | Cividin Trieste            | TV Zofingen       | 40–48    | 20-22    | 20-26    |
| ?      | ?      | Fola Esch                  | HV Vlug en Lenig  | 21–44    | 09-24    | 12-20    |

### 1/8-finaler
| Dato   | Dato   | Hjemmehold i 1. kamp | Udehold i 1. kamp | Resultat | Resultat | Resultat |
| 1.kamp | 2.kamp | Hjemmehold i 1. kamp | Udehold i 1. kamp | Samlet   | 1.kamp   | 2.kamp   |
| ------ | ------ | -------------------- | ----------------- | -------- | -------- | -------- |
| -      | -      | IK Heim              | RK Metaloplastika | w.o.     | -        | -        |
| 12.11. | 19.11. | BK-46                | THW Kiel          | 48–60    | 24-31    | 24-29    |
| ?      | ?      | ATSE Graz            | Budapest Honvéd   | 43–57    | 23-27    | 20-30    |
| ?      | ?      | CSKA Sofia           | KS Anilana        | 44–53    | 19-24    | 25-29    |
| 16.11. | ?      | Sporting Neerpelt    | Kolbotn IL        | 31–37    | 20-15    | 11-22    |
| ?      | ?      | Atletico Madrid      | VfL Gummersbach   | 29–35    | 11-16    | 18-19    |
| ?      | ?      | Hapoel Rechovot      | TV Zofingen       | 43–45    | 24-25    | 19-20    |
| ?      | ?      | HV Flug en Lenig     | Dukla Praha       | 38–56    | 20-23    | 18-33    |

### Kvartfinaler
| Dato   | Dato   | Hjemmehold i 1. kamp | Udehold i 1. kamp | Resultat | Resultat | Resultat |
| 1.kamp | 2.kamp | Hjemmehold i 1. kamp | Udehold i 1. kamp | Samlet   | 1.kamp   | 2.kamp   |
| ------ | ------ | -------------------- | ----------------- | -------- | -------- | -------- |
| 7.1.   | 14.1.  | THW Kiel             | RK Metaloplastika | 43–48    | 20-22    | 23-26    |
| ?      | ?      | KS Anilana           | Budapest Honvéd   | 49–50    | 28-22    | 21-28    |
| ?      | ?      | VfL Gummersbach      | Kolbotn IL        | 43–32    | 24-14    | 19-18    |
| ?      | ?      | TV Zofingen          | Dukla Praha       | 38–43    | 23-25    | 15-18    |

### Semifinaler
| Dato   | Dato   | Hjemmehold i 1. kamp | Udehold i 1. kamp | Resultat | Resultat | Resultat |
| 1.kamp | 2.kamp | Hjemmehold i 1. kamp | Udehold i 1. kamp | Samlet   | 1.kamp   | 2.kamp   |
| ------ | ------ | -------------------- | ----------------- | -------- | -------- | -------- |
| ?      | ?      | RK Metaloplastika    | Budapest Honvéd   | 54–41    | 30-21    | 24-20    |
| ?      | ?      | VfL Gummersbach      | Dukla Praha       | 31–32    | 14-14    | 17-18    |

### Finale
| Dato   | Dato   | Hjemmehold i 1. kamp | Udehold i 1. kamp | Resultat | Resultat | Resultat |
| 1.kamp | 2.kamp | Hjemmehold i 1. kamp | Udehold i 1. kamp | Samlet   | 1.kamp   | 2.kamp   |
| ------ | ------ | -------------------- | ----------------- | -------- | -------- | -------- |
| ?      | ?      | Dukla Praha          | RK Metaloplastika | 38–38    | 21-17    | 17-21    |